# Transgender Persons (Protection of Rights)-lovforslaget i 2017
Transgender Persons (Protection of Rights) Bill 2017 var et lovforslag, der blev vedtaget af Pakistan's senat for at anerkende transpersoners rettigheder. Nu kan de registrere sig hos regeringskontorer som transgenders.

## References
1. ↑  Guramani, Nadir (7. marts 2018). "Senate unanimously approves bill empowering transgenders to determine their own identity".